# Euphoresia loangoana
Euphoresia loangoana är en skalbaggsart som beskrevs av Brenske 1901. Euphoresia loangoana ingår i släktet Euphoresia och familjen Melolonthidae. Inga underarter finns listade i Catalogue of Life.